# Galoisgroep
In de galoistheorie, een deelgebied van de wiskunde, is een galoisgroep een speciale  groep die bij een lichaams/velduitbreiding hoort en bestaat uit de automorfismen daarvan die het lichaam (Nederlands) of veld (Belgisch) zelf elementsgewijs invariant laten. De galoisgroep is een hulpmiddel waarmee lichaamsuitbreidingen onderzocht kunnen worden, doordat de deellichamen in een lichaamsuitbreiding in verband staan met bepaalde ondergroepen van de galoisgroep. De galoisgroep is genoemd naar de Franse wiskundige Évariste Galois die deze groepen als eerste beschreef.
Van historische betekenis was dat de klassieke vraag naar construeerbaarheid met passer en liniaal van bepaalde algebraïsche getallen daardoor kon worden geformuleerd in termen van de groepentheorie. Volgens de hoofdstelling van de algebra liggen alle nulpunten van een polynoom met reële coëfficiënten in het complexe vlak, zij vormen met de reële getallen in het complexe vlak een lichaam (Nederlands) / veld (Belgisch) van algebraïsche getallen. De studie van de galoisgroepen van polynomen is begonnen met de studie van de lichaams/velduitbreidingen. De galoistheorie bestudeert welke groepen die de nulpunten van een polynoom {\displaystyle f} permuteren, {\displaystyle f} invariant laten.

## Definitie
De galoisgroep {\displaystyle \mathrm {Gal} (L/K)} van de lichaamsuitbreiding {\displaystyle L/K}, lees {\displaystyle L} over {\displaystyle K}, van het lichaam {\displaystyle K} is de groep van automorfismen van {\displaystyle L} die elk element van {\displaystyle K} op dat element zelf afbeelden. Dus
{\displaystyle \mathrm {Gal} (L/K)=\lbrace \varphi \in \mathrm {Aut} (L)\mid \forall k\in K:\varphi (k)=k\rbrace }
Een speciaal geval vormen de galoisgroepen die bij een polynoom horen. De galoisgroep van een polynoom {\displaystyle f} met coëfficiënten in het lichaam {\displaystyle K} is de galoisgroep {\displaystyle \mathrm {Gal} (L/K)} van een splijtlichaam {\displaystyle L} van {\displaystyle f}. De galoisgroep van het polynoom {\displaystyle f} wordt genoteerd als {\displaystyle \mathrm {Gal} (f)} of {\displaystyle G(f)}. Men spreekt in dit verband meestal van de galoisgroep omdat splijtlichamen de galoisgroep op isomorfie na eenduidig bepalen. 
Bij iedere eindige groep {\displaystyle G} is een polynoom {\displaystyle f} te vinden, zodat {\displaystyle G} de galoisgroep van {\displaystyle f} is.
Omdat galoisgroepen vooral toepassing vinden, als de lichaamsuitbreiding een galoisuitbreiding is, wordt in de literatuur vaak alleen in dit geval van galoisgroep gesproken.

## Voorbeelden
De complexen getallen {\displaystyle \mathbb {C} } vormen een lichaam en omvatten het lichaam van de reële getallen {\displaystyle \mathbb {R} }. Dus is {\displaystyle \mathbb {C} /\mathbb {R} } een lichaamsuitbreiding. Aangezien {\displaystyle \mathbb {C} } een vectorruimte is van dimensie  2 over {\displaystyle \mathbb {R} }, is {\displaystyle \{1,i\}} een basis en is de graad van de uitbreiding {\displaystyle [\mathbb {C} :\mathbb {R} ]=2}. De galoisgroep bestaat uit twee elementen: de identiteit en de complexe conjugatie. De uitbreiding {\displaystyle \mathbb {C} /\mathbb {R} } is de uitbreiding van het polynoom {\displaystyle f(x)=x^{2}+1}, die de wortels {\displaystyle i} en {\displaystyle -i} heeft. De identiteit beeldt elke wortel op zichzelf af, de complexe conjugatie verwisselt ze. De galoisgroep {\displaystyle \mathrm {Gal} (f)} is dus isomorf met de symmetrische groep S2.
De galoisuitbreiding van het polynoom {\displaystyle f(x)=x^{3}+2} over de rationale getallen {\displaystyle \mathbb {Q} } is het splijtlichaam van {\displaystyle f}. De wortels van {\displaystyle p} zijn {\displaystyle {\sqrt[{3}]{2\ }},\ \omega {\sqrt[{3}]{2\ }}} en {\displaystyle \omega ^{2}{\sqrt[{3}]{2\ }}} met {\displaystyle \omega =-{\tfrac {1}{2}}+{\tfrac {1}{2}}i{\sqrt {3\ }}} een 3e eenheidswortel. De galoisuitbreiding is dus het splijtlichaam van {\displaystyle f}:
{\displaystyle \mathbb {Q} (\omega {\sqrt[{3}]{2}},\omega ^{2}{\sqrt[{3}]{2}})}
en de galoisgroep {\displaystyle \mathrm {Gal} (f)} is isomorf met de symmetrische groep S3.

## Berekening
Omdat de nulpunten van een polynoom niet altijd in de coëfficiënten zijn uit te drukken, maar soms alleen numeriek kunnen worden bepaald, kan met behulp van deze definitie niet altijd de galoisgroep van een polynoom worden berekend. Een dergelijke methode, dus om de galoisgroep van een polynoom in de coëfficiënten uit te drukken, is er wel. Voor het geval dat de nulpunten wel in de coëfficiënten zijn uit te drukken, geeft deze methode hetzelfde antwoord als dat met behulp van directe berekening was bepaald.
Deze methode is erop gebaseerd, dat de coëfficiënten van een polynoom {\displaystyle f} symmetrische functies in de coëfficiënten van {\displaystyle f} zijn.